# Micrastur
Micrastur és un gènere d'ocells rapinyaires de la família dels falcònids (Falconidae) que habita la zona neotropical. Són de vegades coneguts com a falcons selvàtics.

## Taxonomia
Segons la classificació del Congrés Ornitològic Internacional (versió 12.2, 2022) aquest gènere conté 7 espècies vives:
- Falcó selvàtic amazònic (Micrastur gilvicollis)
- Falcó selvàtic barrat (Micrastur ruficollis)
- Falcó selvàtic de Buckley (Micrastur buckleyi)
- Falcó selvàtic de collar (Micrastur semitorquatus)
- Falcó selvàtic de màscara roja (Micrastur mintoni)
- Falcó selvàtic encaputxat (Micrastur mirandollei)
- Falcó selvàtic plumbi (Micrastur plumbeus)